# Хэндовер

Демонстрация «мягкого» хендовера

Хендовер (англ. Handover) — в сотовой связи процесс передачи обслуживания абонента от одной базовой станции к другой во время вызова или сеанса передачи данных. В спутниковой связи процесс передачи контроля над спутником от одного научно-измерительного пункта к другому без нарушения и потери обслуживания.

## Назначение
В сотовой связи может быть несколько причин для проведения передачи сессии:
- Когда абонент уходит с зоны покрытия одной базовой станции и входит в зону покрытия другой. Хендовер позволяет абонентам не быть привязанным к какой-либо географической точке и дает возможность передвигаться в пределах сети оператора без разрыва соединения;
- Когда ёмкость сети в текущей ячейке израсходована при существовании нового звонка с телефона, который находится в зоне, перекрытой другой ячейкой, передаётся к этой ячейке в порядке освобождения ёмкости первой ячейки для других её пользователей, которые могут быть соединены только с первой ячейкой;
- В не-CDMA сетях, когда канал используемый телефоном зашумлён помехами другого телефона, использующего тот же канал в другой ячейке, звонок передаётся другому каналу в той же ячейке или другому каналу в другой ячейке для устранения помех;
- В не-CDMA сетях, когда изменяется поведение пользователя, то есть когда пользователь, быстро изменяющий местоположение, подключённый к большой зонтообразной ячейке, останавливается, звонок может быть передан макроячейке или даже микроячейке для освобождения ёмкости большой сети для других быстро передвигающихся абонентов и для уменьшения потенциальных помех другим ячейкам или пользователям. Это работает и в противоположной ситуации, когда абонент передвигается быстрее определенного порога, звонок может быть передан большей ячейке для уменьшения частоты передач.

## Принцип действия
Процесс передачи сессии может быть инициирован при переходе пользователя из зоны покрытия одной ячейки в зону покрытия другой. В случае использования традиционного метода «жёсткого» хендовера соединение с текущей базовой станцией прерывается, после чего создаётся соединение с новой. Этот метод известен как «break-before-make» (рус. Разрыв перед соединением) хендовер. Так как все ячейки в CDMA используют общие частоты, возможно создание соединения с новой ячейкой без прерывания соединения с предыдущей. Мягкие хендоверы требуют меньших мощностей, что уменьшает интерференцию и увеличивает возможности нагрузки. Мобильный телефон может также быть соединён с несколькими BTS. «Более мягкий» хендовер — частный случай мягкого хендовера, в котором добавляемые и удаляемые радиосвязи относятся к одному и тому же узлу B (см. рис.1).